# Stanley Hauerwas
Stanley Hauerwas (nascido em 24 de julho de 1940) é um teólogo protestante e filósofo moral. Ele é professor de Teologia da Universidade de Notre Dame e, ocasionalmente, também é professor da cátedra Gilbert T. Rowe de Ética Teológica da Escola de Teologia da Duke University.

## Educação e Influências
Hauerwas recebeu seu doutorado (Ph.D.) pela Yale University (Estados Unidos da América) e um doutorado honorário em Teologia (Doctor of Divinity - D.D.) pela Universidade de Edimburgo (Escócia).
Na Yale Divinity School (Escola de Teologia da Universidade Yale), Hauerwas esteve sob a influência de James Gustafson, um dos mais conhecidos estudiosos de Reinhold Niebuhr.
Depois, enquanto ensinava na Universidade de Notre Dame (Estados Unidos), Hauerwas descobriu a obra do teólogo menonita John Howard Yoder, que criticava o pensamento de Reinhold Niebuhr. Stanley Hauerwas também foi bastante influenciado pelo teólogo alemão Dietrich Bonhoeffer.
Hauerwas tem sido profundamente influenciado pelo filósofo Alasdair MacIntyre, que usa o pensamento de São Tomás de Aquino, em especial seu enfoque nas virtudes éticas, para criticar a modernidade e a cultura pósmoderna.

## Pensamento
Em sua abordagem acadêmica, ele tem enfatizado a importância da virtude e do caráter dentro da Igreja. Também tem apregoado o pacifismo cristão, promovendo a defesa de atos de não-violência. Hauerwas é um firme opositor do nacionalismo, particularmente o patriotismo americano, defendendo que ele não tem espaço na Igreja.

## Filiação religiosa
Hauerwas é protestante.